# Alerteringssysteem Terrorismebestrijding
Het Alerteringssysteem Terrorismebestrijding (ATb) is een Nederlands alerteringssysteem, bedoeld om in geval van nood of dreiging alle benodigde personen en diensten te kunnen waarschuwen. Het Alerteringssysteem Terrorismebestrijding is sinds 16 juni 2005 operationeel. 
Het systeem is niet in de eerste plaats bedoeld om het publiek te waarschuwen, maar vooral om bedrijven en overheidsinstanties snel op de hoogte te kunnen brengen van de noodzaak om meer of minder zware beveiligingsmaatregelen te treffen. 
Dus als de AIVD bijvoorbeeld informatie onderschept over een dreigende terroristische aanslag op een elektriciteitscentrale, dan kunnen de reeds voorbereide plannen voor extra beveiliging direct in werking worden gesteld. 
Het systeem kent vijf dreigingsniveaus van lage naar hoge dreiging en veertien sectoren, zoals elektriciteitsbedrijven of de sector stads- en streekvervoer. Per sector wordt het dreigingsniveau vastgesteld. Bij elk niveau horen bepaalde beveiligingsmaatregelen. 
Het dreigingsniveau wordt bepaald aan de hand van actuele dreigingsinformatie van de Nationaal Coördinator Terrorismebestrijding. 
De vijf dreigingsniveaus zijn:
- Minimaal (er is geen sprake van een bijzondere dreiging)
- Beperkt
- Aanzienlijk
- Substantieel
- Kritiek

De betrokken sectoren zijn:
- Zeehavens (Rotterdam Rijnmond, Haven Amsterdam, en de havens van Groningen, Den Helder, Harlingen, Dordrecht, Vlissingen, Terneuzen, Scheveningen en Moerdijk),
- Luchthavens, waaronder Schiphol,
- Het spoor,
- waterleidingbedrijven,
- Gasbedrijven (via de Gasunie en de NAM),
- Elektriciteitsbedrijven (via de netbeheerder TenneT),
- Nucleaire installaties (via de coördinator Nucleaire Beveiliging en Safeguards (CNBS) van de VROM-inspectie),
- Sector Stads- en Streekvervoer,
- De financiële sector.
- De oliesector,
- De chemische sector,
- publieksevenementen
- Hotels
- Tunnels en waterkeringen

Het lokaal bevoegd gezag (bijvoorbeeld de burgemeester) wordt gelijktijdig met de sector geïnformeerd. 

## Actuele dreigingsniveaus
Sinds de invoering van het alerteringssysteem in mei 2005 is het dreigingsniveau in Nederland als volgt geweest:
| Datum                         | Dreigingsniveau                                                       |
| ----------------------------- | --------------------------------------------------------------------- |
| Mei 2005 - maart 2007         | Substantieel                                                          |
| Maart 2007 - maart 2008       | Beperkt                                                               |
| Maart 2008 - november 2009    | Substantieel                                                          |
| November 2009 - maart 2013    | Beperkt                                                               |
| Maart 2013 - december 2019    | Substantieel                                                          |
| 18 maart 2019                 | Kritiek (alleen in de provincie Utrecht n.a.v. de aanslag in Utrecht) |
| December 2019 - December 2023 | Aanzienlijk                                                           |
| December 2023 - heden         | Substantieel                                                          |